# Температурный мост
Температурный мост, или мостик холода — участок ограждающей конструкции здания (окончание бетонного элемента, стыки стен и т. п.), имеющий пониженное термическое сопротивление. Это может быть стык между частями конструкции или конструктивный элемент, состоящий из материалов с более высокой теплопроводностью. Такие участки охлаждаются сильнее, чем другие части ограждения, поэтому их еще называют «мостиками холода». Наличие температурных мостов значительно снижает эффективность теплозащиты здания. Температурные мостики являются причиной образования конденсата.

## Геометрические
Геометрические мостики холода возникают в тех местах, где внутренняя теплопоглощающая поверхность меньше внешней экзотермической поверхности. Они встречаются в изгибах поверхности здания: на углах, балконах, навесах и эркерах.

## Материальные
Материальные мостики холода проявляются при использовании низко- и высокотеплопроводных материалов. Их можно обнаружить с помощью тепловизора.

## Примеры мостиков холода
- бетонные элементы в кирпичной или блочной кладке
- стойки в каркасных домах
- оконные и дверные перемычки
- элементы крепления теплоизоляции (дюбели)
- между балконной плитой и плитой перекрытия

## Негативное воздействие мостиков холода
- повышенное потребление энергии для отапливания
- опасность образования и накопления водного конденсата
- риск повреждения строительных элементов
- опасность образования плесневого грибка с риском для здоровья[3]

## Предупреждение
- введение слоя эффективного утеплителя (например, минеральной ваты)
- двойной объёмный каркас (со смещенными стойками)